# Coartazione dell'aorta

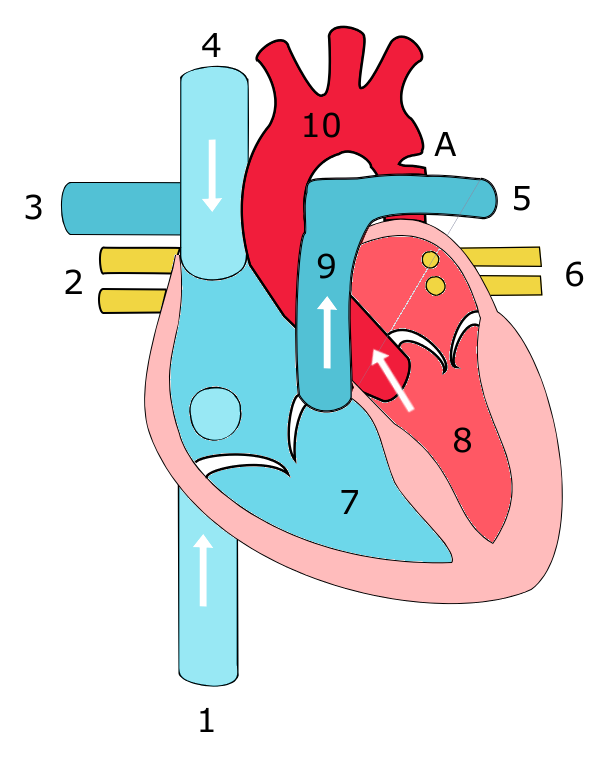
Il disegno mostra un cuore con coartazione dell'aorta. A: coartazione (restringimento) dell'aorta. 1: vena cava inferiore, 2: vene polmonari destre, 3: arteria polmonare, 4: vena cava superiore, 5: arterie polmonari di sinistra, 6: vene polmonari di sinistra, 7: ventricolo destro, 8: ventricolo sinistro, 9: arteria polmonare, 10: aorta

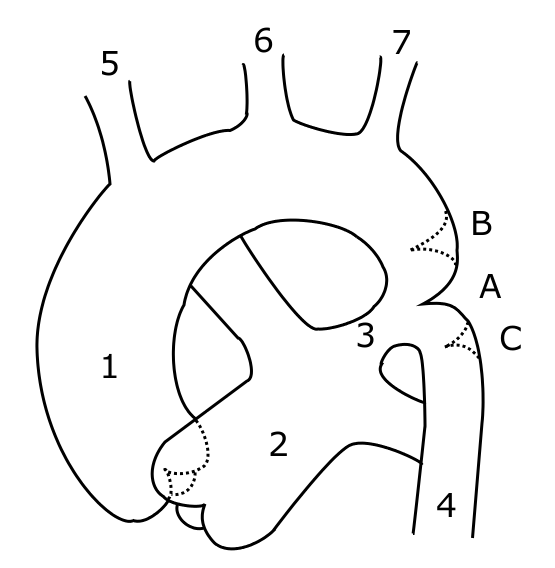
Schema di siti alternativi di una coartazione dell'aorta, relativamente al dotto arterioso di Botallo. A: coartazione duttale, B: coartazione pre-duttale, C: coartazione post-duttale. 1: aorta ascendente, 2: arterie polmonari, 3: dotto arterioso, 4: descendens Aorta, 5: Tronco brachiocephalicus, 6: Arteria carotis communis Sinistra, 7: Arteria subclavia Sinistra

La coartazione dell'aorta, o coartazione aortica, è una condizione congenita in cui l'aorta presenta un restringimento a livello del dotto arterioso di Botallo e cioè alla giunzione tra arco aortico e aorta discendente.

## Tipologie
Vi sono tre tipologie di coartazioni aortiche:
- Coartazione preduttale: Il restringimento è prossimale al dotto arterioso di Botallo. Il flusso di sangue all'aorta che è distale al restringimento dipende così dal dotto arterioso. Questa è una grave coartazione e può essere pericolosa per la vita. La coartazione preduttale avviene quando vi è una un'anomalia intracardiaca durante la vita fetale che riduce il flusso sanguigno attraverso il lato sinistro del cuore, portando allo sviluppo ipoplasico dell'aorta. Questo si verifica nel circa il 5% dei bambini con Sindrome di Turner.[2][3]
- Coartazione duttale: la riduzione avviene all'inserimento del dotto arterioso di Botallo. Questa tipologia avviene solitamente quando il dotto arterioso si chiude.
- Coartazione postduttale: Il restringimento è distale all'inserimento del dotto arterioso di Botallo. Anche con un dotto aperto il flusso di sangue arterioso diretto verso la parte inferiore del corpo può essere compromesso. Ciò è più comune negli adulti. La coartazione postduttale è probabilmente il risultato della estensione di un'arteria muscolare (dotto arterioso) in un'arteria elastica (aorta) durante la fase fetale, successivamente la contrazione e la fibrosi del dotto arterioso alla nascita successivamente restringe il lume aortico.[4]

### Differenza tra stenosi aortica e coartazione aortica
La coartazione aortica e la stenosi aortica sono entrambe forme di restringimento aortico. Una distinzione convenzionale nel loro uso consente la differenziazione degli aspetti clinici. La coartazione aortica si verifica nell'arco aortico, presso o vicino al dotto arterioso, mentre la stenosi aortica si verifica nella radice aortica, presso o vicino alla valvola aortica. Ciò naturalmente potrebbe portarci a chiedere quale sia la linea di demarcazione tra una stenosi post-valvolare e una coartazione pre-duttale: la dicotomia ha un uso pratico e la maggior parte dei difetti, tramite ecografia, vengono classificati nettamente o in una stenosi post-valvolare o in una coartazione pre-duttale.

## Segni e sintomi
Nei casi lievi, in un primo momento i bambini possono non mostrare alcun segno o sintomo e la loro condizione non può essere diagnosticata. Alcuni bambini nati con la coartazione dell'aorta presentano ulteriori difetti cardiaci, come la stenosi aortica, il difetto del setto interventricolare, il dotto arterioso di Botallo pervio o anomalie della valvola mitrale.
La coartazione è circa due volte più comune nei ragazzi che nelle ragazze. È altresì comune nelle ragazze che hanno la sindrome di Turner.
I sintomi possono essere assenti, con lievi restringimenti (coartazione). Quando presenti, essi includono: difficoltà respiratorie, inappetenza o problemi di alimentazione, mancanza di crescita. Più tardi, i bambini possono sviluppare sintomi legati a problemi di circolazione sanguigna e un'ipertrofia cardiaca. È possibile la comparsa di capogiri, fiato corto, episodi lipotimici, dolore al petto, stanchezza anormale o affaticamento, mal di testa o epistassi. Si possono avere gambe e piedi freddi o dolore alle gambe durante l'esercizio fisico (claudicatio intermittens).
Nei casi più gravi, i bambini possono sviluppare gravi problemi subito dopo la nascita poiché il sangue che attraversa l'aorta non è sufficiente a perfondere adeguatamente il resto del corpo. L'ipertensione arteriosa nelle braccia e una pressione sanguigna bassa degli arti inferiori è facilmente riscontrabile in queste situazioni. Polsi periferici deboli nelle gambe e nell'arteria femorale possono essere trovati nei casi gravi.
La coartazione si verifica in genere dopo l'arteria succlavia sinistra. Tuttavia, se trova davanti ad essa, il flusso di sangue al braccio sinistro è compromesso. In questi casi si può notare una differenza di pressione tra il braccio destro e il braccio sinistro. D'altra parte, una coartazione che si verifica dopo la succlavia sinistra produrrà impulsi sincroni radiali, ma un ritardo radiale-femorale sarà presente alla palpazione di ciascun braccio.

## Imaging e diagnosi

coartazione dell'aorta vista con CMR (Cardio-RM)

La coartazione aortica può essere accuratamente diagnosticata con angio-risonanza magnetica. Gli ecocardiogrammi negli adolescenti e negli adulti non possono essere conclusivi. Negli adulti, la coartazione aortica non trattata può essere vista tramite risonanza magnetica, tomografia computerizzata e angiografia. Una coartazione può anche provocare ipertrofia del ventricolo sinistro.
Un caso di coartazione dell'aorta è stata pubblicata sul New England Journal of Medicine nel 2007, con una radiografia del torace e utilizzando immagini di risonanza magnetica.
Un caso di coartazione aortica di lunga data mal diagnosticata in una persona adulta è stata descritta nel Magazine del New York Times.

## Trattamento
La terapia/trattamento è di tipo conservativo se la condizione risulta asintomatica, ma può richiedere la resezione chirurgica del segmento ristretto se vi è ipertensione arteriosa. Le prime operazioni chirurgiche per il trattamento della coartazione sono state realizzate da Clarence Crafoord in Svezia nel 1944. In alcuni casi può essere eseguita un'angioplastica per dilatare l'arteria ristretta.
Per i feti ad alto rischio per lo sviluppo di coartazione, un nuovo approccio di trattamento sperimentale è oggetto di indagine, in cui la madre inala il 45% di ossigeno tre volte al giorno (3 ore x 3-4) per oltre 34 settimane di gestazione. L'ossigeno viene trasferito attraverso la placenta al feto e si traduce in una dilatazione dei vasi polmonari fetali. Di conseguenza, il flusso di sangue attraverso aumenta il sistema circolatorio fetale, anche attraverso l'arco sottosviluppato. Nei feti idonei, un marcato aumento delle dimensioni dell'arco aortico è stato osservato in un periodo di trattamento di circa due o tre settimane.